# 叶片猿头蛤
叶片猿头蛤（学名：Chama lobata），又名鱗偏口蛤，是帘蛤目偏口蛤科偏口蛤属的一种。

## 分佈
本物種分佈於南中國海、中国大陆、台湾，出现于潮下带35－101米，生活在浅海泥沙质碎贝壳的海底。